# Pióry (gmina)
Pióry (alt. Pióry Wielkie) – dawna gmina wiejska istniejąca do 1928 roku na Lubelszczyźnie. Siedzibą gminy były Pióry.
W okresie międzywojennym gmina Pióry należała do powiatu siedleckiego w woj. lubelskim.
1 kwietnia 1928 roku gmina została zniesiona a jej terytorium włączono do gmin Czuryły i Królowa Niwa.